# Дендрариум
Дендрàриум (от гръцки δένδρο – дърво) се нарича зона за отглеждане на колекция от видове дървесни растения (дървета, храсти, лиани) на открито, разположени според систематични, географски, екологични, декоративни и други характеристики.
Дендрариумите имат научно, образователно, културно-просветно или опитно-производствено предназначение. Обикновено те се намират в ботаническите градини. Първоначално са създадени предимно като секция в по-голяма градина или парк за екземпляри от предимно неместни видове. Терминът „дендрариум“ е въведен в науката за градинарството от шотландския ботаник и ландшафтен архитект Джон Клодиус Лаудон. Той записва думата за първи път през 1833 г. в списание The Gardener's, но понятието вече е отдавна установено дотогава.
Подобно значение има и терминът арборе́тум (от латински arbor – дърво) – дендрариум, който е предназначен за аклиматизация на флора от различни климатични зони.
Дендрариумите, специализирани в отглеждането на определени видове дървесни растения, имат собствени имена:
- пинетум или пинариум – иглолистни дървета
- кониферетум – хвойни
- салицетa – върби
- пoпулeтa – тополи
- кверцета – дъбове
- фрутицетум – от латински frutex, което означава „храст“, много по-често „храстовидна растителност“
- витицетум – от латински vitis, което означава „лоза“, отнасящо се по-специално до гроздова лоза – колекция от лиани, в частност от лози
- сирингариум – люляци

Палмова къща е голяма оранжерия за палми и други нежни дървета.
Районът на дендрариума, предназначен за обществен отдих, се нарича дендропарк.